# Bezlyudivka
Bezlyudivka (Безлюдівка) - là một làng nội ô, khu vực Kharkiv của Ukraina. Nó nằm trên sông Uda (lưu vực Seversky Donets), 3 km về phía nam của Kharkov. Dân số của làng này là 9.693 người (năm 2001). Làng có nhà thờ Chính thống giáo, 2 trường học, 3 thư viện, bệnh viện, nhà trẻ, 3 sân vận động. Hồ Bezlyudovskiy là nơi vui chơi giải trí khu vực Kharkiv và cư dân của làng.